# Eberhard van der Laan

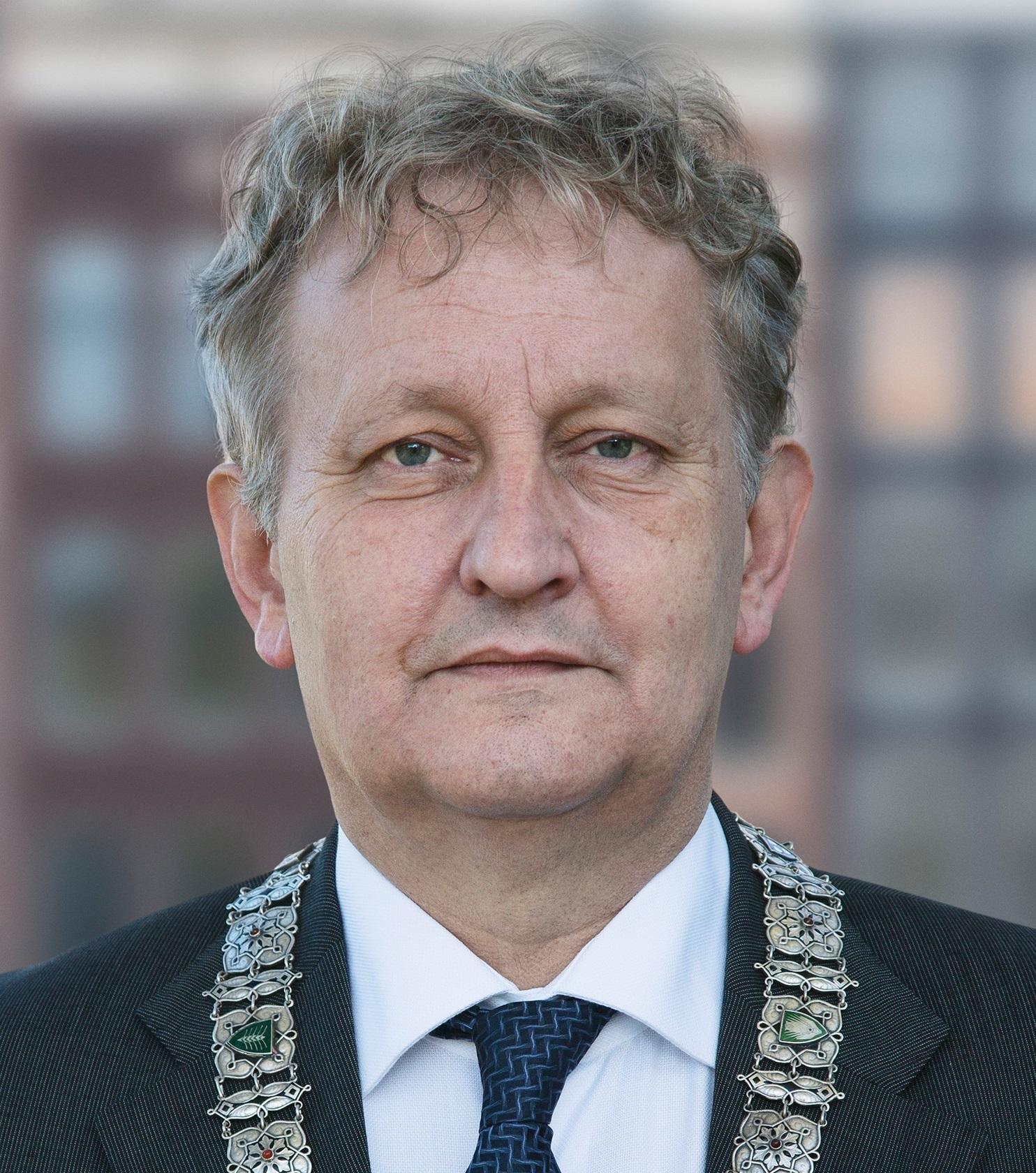
Eberhard van der Laan

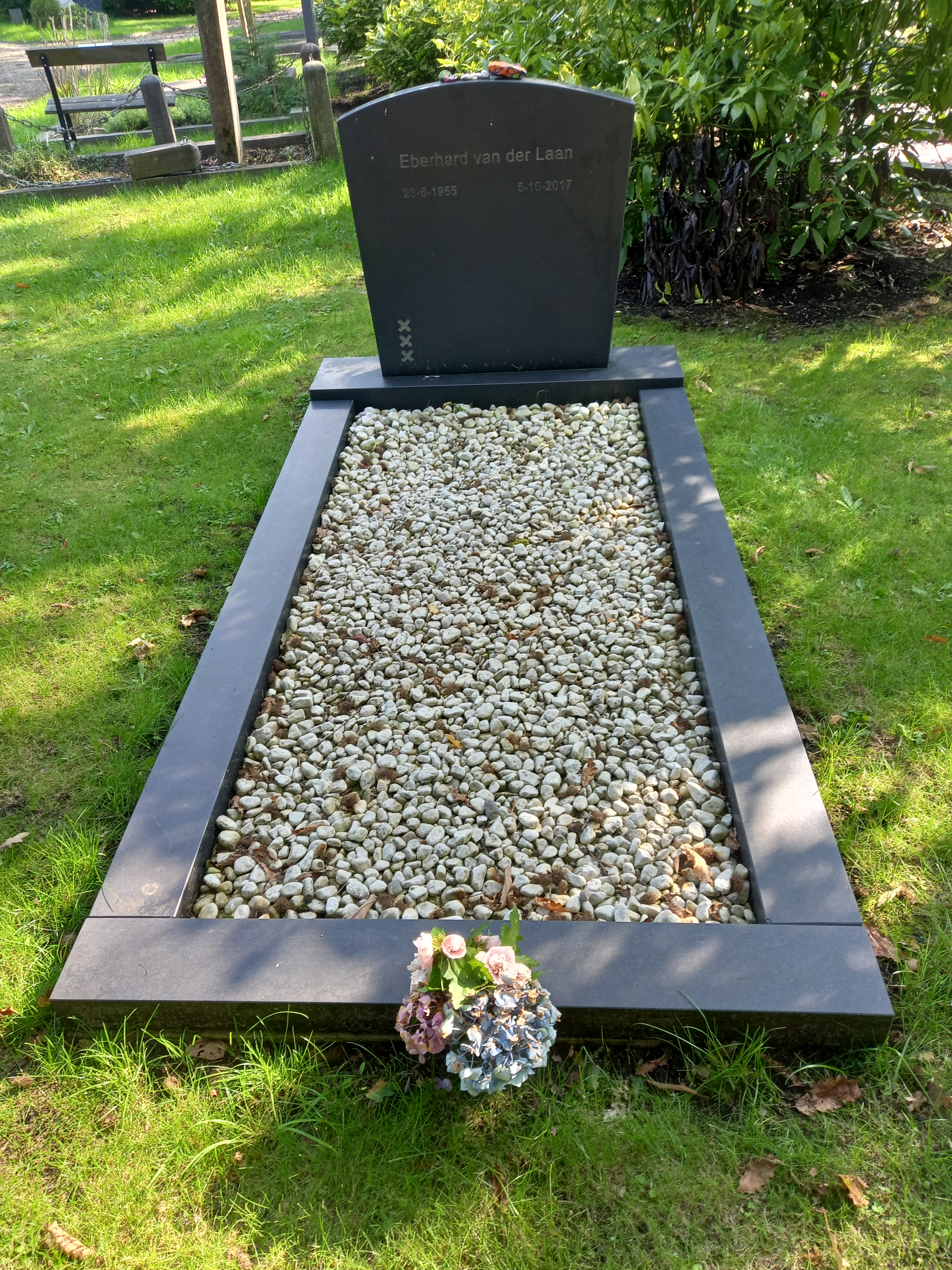
Das Grab von Eberhard van der Laan auf dem Friedhof De Nieuwe Ooster (Neuer Ostfriedhof) in Amsterdam

Eberhard Edzard van der Laan (* 28. Juni 1955 in Leiden; † 5. Oktober 2017 in Amsterdam) war ein niederländischer Rechtsanwalt und Politiker der Partij van de Arbeid (PvdA). Von 2010 bis 2017 war er Bürgermeister von Amsterdam.

## Leben
Vom 14. November 2008 bis zum 23. Februar 2010 war er Minister ohne Geschäftsbereich für Bauwesen und Integration im Kabinett Balkenende IV als Nachfolger der zurückgetretenen Parteigenossin Ella Vogelaar. Seit dem 7. Juli 2010 war er Bürgermeister der Stadt Amsterdam.
Am 18. September 2017 kündigte Bürgermeister van der Laan in einem offenen Brief an die Amsterdamer seinen Rücktritt aufgrund gesundheitlicher Probleme an.

„Wichtig ist es, die schönsten Schulen in den ärmsten Vierteln zu bauen und mit Nachdruck dafür zu sorgen, dass die Kinder die Sprache lernen.“

Van der Laan starb am 5. Oktober 2017 im Alter von 62 Jahren an den Folgen einer Lungenkrebserkrankung.

## Einzelbelege
1. ↑  Tjerk Gualthérie Van Weezel: Burgemeester Van der Laan kan niet verder worden behandeld en legt werk neer. Abgerufen am 18. September 2017 (niederländisch).
2. ↑  Amsterdams Bürgermeister in Berlin, Der Tagesspiegel vom 12. Dezember 2013
3. ↑  Amsterdamse burgemeester Eberhard van der Laan (62) overleden. Abgerufen am 6. Oktober 2017 (niederländisch).

| Vorgänger                        | Amt                                   | Nachfolger                         |
| -------------------------------- | ------------------------------------- | ---------------------------------- |
| Lodewijk Asscher (kommissarisch) | Bürgermeister von Amsterdam 2010–2017 | Jozias van Aartsen (kommissarisch) |

| Personendaten    | Personendaten                                      |
| ---------------- | -------------------------------------------------- |
| NAME             | Laan, Eberhard van der                             |
| ALTERNATIVNAMEN  | Laan, Eberhard Edzard van der (vollständiger Name) |
| KURZBESCHREIBUNG | niederländischer Rechtsanwalt und Politiker (PvdA) |
| GEBURTSDATUM     | 28. Juni 1955                                      |
| GEBURTSORT       | Leiden                                             |
| STERBEDATUM      | 5. Oktober 2017                                    |
| STERBEORT        | Amsterdam                                          |